# Trumma
För andra betydelser, se Trumma (olika betydelser).

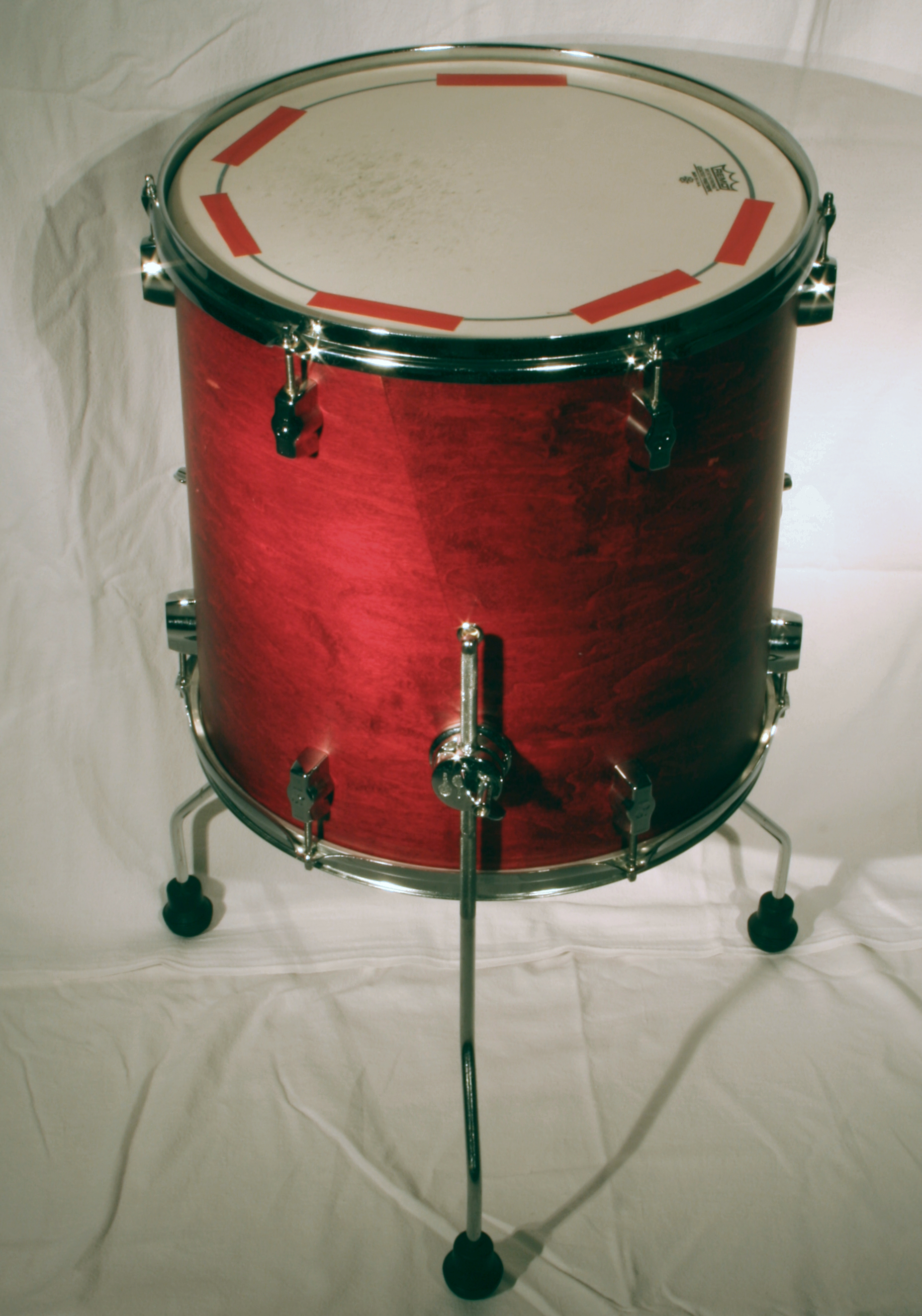
Trumma.

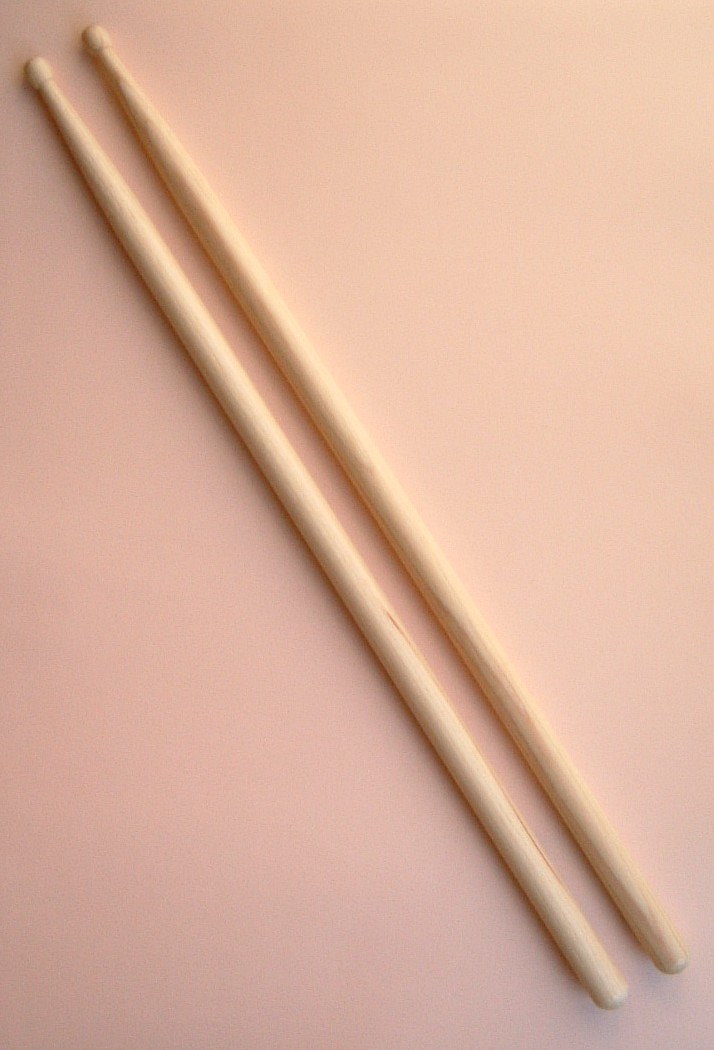
Trumstockar.

En trumma är ett slaginstrument i musikinstrumentgruppen slagverk, med ett eller två membran som spänts över en cylinder eller på annat sätt cirkulärt format ihåligt föremål av material som trä, lera och metall. För de allra flesta trummor används trumskinn gjorda av plast eller andra konstgjorda material, undantag är congas och andra mer traditionella trummor där djurskinn fortfarande används.
Dessa anslås med trumstockar (trumpinnar), klubbor, vispar, händerna eller via fotpedal för att få fram ett ljud. Olika ljud bildas genom att trumskinnet är fastsatt på föremålet på olika sätt, såsom att det spänns med stämskruvar, eller att skinnet spikats eller limmats på. En person som spelar på trummor kallas för trumslagare, trummis eller batterist. Det gäller speciellt en person som spelar trumset eller en trumma i parad, men inte personer som spelar handtrummor och friktionstrummor såsom congas eller cuíca. Den bredare termen slagverkare täcker dock in musiker med alla typer av trummor och slagverk.
Trummor har länge använts i kulturer över hela världen. I kulturer har de ofta en magisk betydelse, och används i olika ritualer och som instrument vid danser inom dessa. Det är världens äldsta och mest förekommande musikinstrument, och den grundläggande formen har varit densamma i tusentals år. De flesta trummor anses vara ostämda, även om många moderna musiker börjar stämma sina instrument efter musiken. Terry Bozzio har konstruerat ett set med diatoniskt och kromatiskt stämda trummor. Några trumsorter, såsom timpani, är alltid stämda till en viss nivå. Ofta används flera trummor samtidigt för att bilda ett trumset.

## Historia

Trumma, 1600-tal - Skoklosters slott

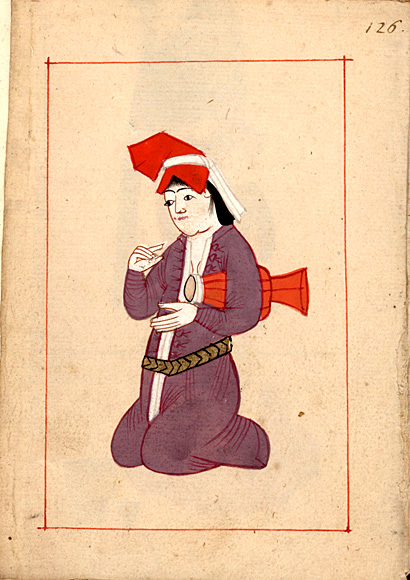
Kvinna som trummar på en ottomansk trumma, dümbelek, 1657; från Claes Rålambs turkiska dräktbok.

Att trumma är världens äldsta metod att skapa musik på. Trummor har dock historiskt sett inte bara används för musikändamål utan också som ett sätt att kommunicera. Den afrikanska talande trumman kan till exempel imitera vissa delar av talat språk vilket gör att den kan användas för att kommunicera på långa avstånd. Ofta ansågs trummor ha magiska krafter eller vara heliga; i många samhällen ingår ritualer i trumbyggandet. I östra Afrika offras boskap till de kungliga trummorna som symboliserar kungens makt och ger honom övernaturligt skydd. Shamaner i Centralasien, Nordamerika och Arktis använde dem för att bota sjuka, åkalla det fördolda och påverka människors liv.
Trummor har hittats i arkeologiska utgrävningar över hela världen. En trumma funnen i Mähren är daterad till 6000 f.Kr. Tidiga trummor bestod av en stubbe som gröpts ur och i ena änden och täckts med reptil- eller fiskskinn. På dessa spelade man med händerna. Senare användes skinn från vilt och boskap; på dessa började man spela med pinnar. Senare kom trummor med skinn i båda ändarna och keramiktrummor. Enorma ramtrummor användes i forntida templen i Sumer. Trummor förekommer i mesopotamiska och egyptiska avbildningar. Även i de äldsta indiska tempelrelieferna avbildas trummor. Ramtrummorna förekom även i det antika Grekland och romarriket. I det forna mellanöstern spelades ramtrummor främst av kvinnor; ramtrummorna spred sig senare till det medeltida Europa från den muslimska kultursfären.
Grunda pukor är först avbildade 600 e.Kr. i Persien. Dessa spred sig, likt ramtrummorna, med de muslimska kulturen till Europa, Afrika och Asien. Man vet mycket lite om trummor i det medeltida Europa då man inte återfunnit några. Under 1500-talet börjar man i Europa, som en följd av legoknektarnas genomslag, tillverka större, mer tonande och ljudstarkare trummor. Trummor kom även att förknippas med adeln och kungamakten. Kring mitten av 1600-talet introducerades trummor i orkestrar; en utveckling som skulle fortgå till 1800-talet.

## Trumslagare
En trumslagare, trummis eller batterist, är en musiker som spelar trummor. Oftast avser ordet en person som spelar trumset, till exempel i ett rockband, där den brukar kallas trummis. Även personer som spelar andra typer av trummor är dock trumslagare, exempelvis den som spelar virveltrumma i en parad. Trumslagare (och andra musiker som trumpetare) har en viktig roll inom militärmusiken. Även en person som spelar slagverk i största allmänhet kallas ibland för trumslagare, även om uttrycket i det fallet är något inexakt.
De flesta rock-, pop-, jazz- och R&B-band innehåller en trumslagare, som håller musikrytmen genom att använda trummorna för att spela låtens rytm, som repeteras i varje takt, med tillagda trumfill, ofta precis innan en ändring i låten. Några sådana trumslagare är tillfälliga musiker och inte fästa i ett speciellt band utan med i flera olika. Många trumslagare skapar och memorerar sina egna rytmer. De varierar i hastighet, volym och komplexitet beroende på musikgenre, men driver ofta musiken framåt. Trumslagaren arbetar ofta med basisten för att få en rytm.
Ordet har använts sedan yngre fornsvensk tid, då med ordet trumslaghare.
- Wiktionary har ett uppslag om trumslagare.

## Trumset

Ett standardtrumset. 1=Crash-cymbal, 2=Golvpuka, 3=Hängpukor, 4=Bastrumma, 5=Virveltrumma, 6=Hi-hat

Ett trumset kallas den uppsättning av olika slaginstrument, däribland trummor, som en musiker spelar på. Under 1930-talet tog den idag använda trumsetsuppsättningen sin form, med bastrumma, virveltrumma, på bastrumman hängande pukor (ibland två), hi-hat och varierande mängd cymbaler. En puka brukar ofta stå på golvet också. Större trumset förekommer.

## Slagverk
Slagverk är en uppsättning av olika slaginstrument för orkestersyfte. Historiskt bestod de i västvärlden före 1900-talet av pukor, bastrummor, cymbaler, trianglar, militärtrummor, gongar, klockspel och xylofoner. Under påverkan från omvärlden blev instrumentuppsättningens betydelse centralare med tiden, och olika trummor har sedermera tillkommit. Idag använder man sig ofta även av elektronik för att alstra slagverksljud.

## Trummaskin

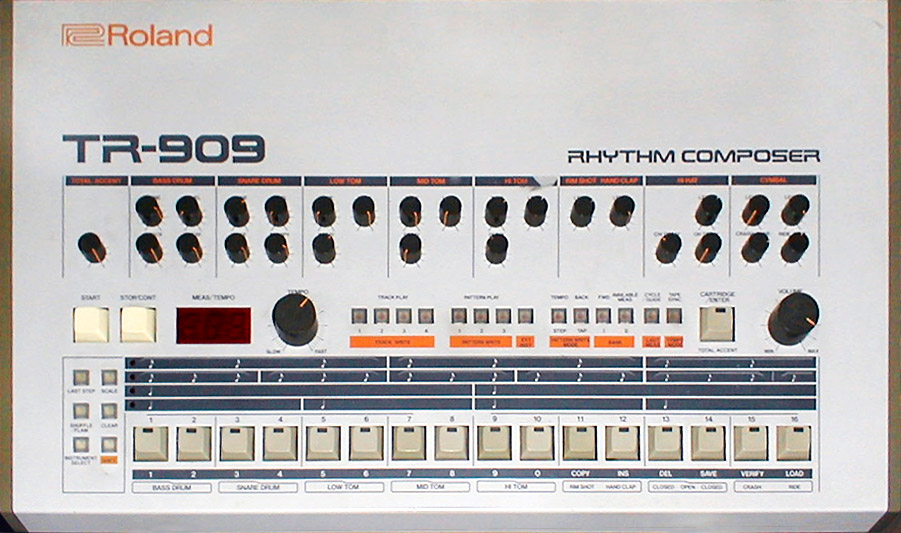
En Roland TR-909, "technotrummaskinen".

En trummaskin är ett elektroniskt musikinstrument som spelar upp ljudet från trummor, men också andra slagverk. Konstruktionen består dels av en ljudande del och dels en rytmdel. De tidigaste trummaskinerna kallades rytmmaskiner. Under 1970-talet användes trummaskin inom popmusiken i enstaka låtar och på enstaka album. De slog igenom på allvar under 1980-talet inom popmusiken, från början främst inom synthpop men några år senare även inom annan popmusik och är där i dag mycket vanliga inom framför allt snabbare låtar, medan man inom rocken, precis som med andra elektroniska musikinstrument, många gånger visat en ovilja mot att använda dem. Från 1990-talet har trummaskiner kommit till stor användning genom musikgenrer som techno, dance och Eurodance, där elektroniska musikinstrument dominerar.

## I olika kulturer

### Trummor i Afrika
Den talande trumman är karakteristisk för en stor del av den afrikanska musiken. Det beror förmodligen på trummans förmåga att förmedla budskap som går i samma tonläge som det afrikanska språket, vilket betyder att språket kan förmedlas via trumman. Trummorna stäms ofta i det tonläge som språket talas i. Slagverksmusik från Afrika bildade tillsammans med andra komponenter i Argentina dansen tango.